# Acalypha novoguineensis
Acalypha novoguineensis är en törelväxtart som beskrevs av Otto Warburg. Acalypha novoguineensis ingår i släktet akalyfor, och familjen törelväxter. Inga underarter finns listade i Catalogue of Life.